# Tülkösszarvúak
A tülkösszarvúak (Bovidae) az emlősök (Mammalia) osztályába és a párosujjú patások (Artiodactyla) rendjébe tartozó család. A család egyéb nevei: tulokfélék vagy szarvasmarhafélék.
A családba 152 recens faj tartozik.
A tülkösszarvúak hímjét, nőstényét, illetve kicsinyét a bika, tehén és borjú szavakkal jelöljük. Kivételt képeznek a kecskeformák egyes fajai, amelyeknél a bak, nőstény és gida (lásd: kecskék, havasi kecske, zerge, vadkecske), illetve a kos, nőstény és bárány nevek használatosak (vadjuhok és juh, féljuhok, sörényes juh).

## Rendszerezés
A családba az alábbi 10-12 élő alcsalád és 3 fosszilis alcsalád tartozik:
- impalaformák (Aepycerotinae) J. E. Gray, 1872 - pliocén-jelen - 1 recens faj
- Nesotraginae - 2 recens faj
- tehénantilop-formák (Alcelaphinae) Brooke, 1876 - késő miocén-jelen - 9 recens faj
- antilopformák (Antilopinae) J. E. Gray, 1821 - 40 recens faj
- sziklaugró antilopformák (Oreotraginae) - 1 recens faj
- tulokformák (Bovinae) J. E. Gray, 1821 - miocén-jelen - 29 recens faj
- kecskeformák (Caprinae) J. E. Gray, 1821 - késő miocén-jelen - 34 recens faj
- bóbitásantilop-formák (Cephalophinae) J. E. Gray, 1871 - késő miocén-jelen - 21 recens faj
- lóantilopformák (Hippotraginae) Sundevall, 1845 - késő miocén-jelen - 8 recens faj
- †Hypsodontinae - középső miocén
- †Oiocerinae - késő miocén
- nádiantilop-formák (Reduncinae) Meyer, 1907 - késő miocén-jelen - 8 recens faj
- †Tethytraginae - középső miocén[1][2]

- tibeti antilopformák (Panthalopinae) - az önálló alcsaládi státusza kétséges mivel először a Pantholops-ot az antilopformák közé sorolták, csak később kapott saját alcsaládot; azonban a legújabb molekuláris- és alaktani-vizsgálatok azt mutatták, hogy a tibeti antilop (Pantholops hodgsonii) legközelebbi rokonai a kecskeformák között találhatók.[3]
- őzantilopformák (Peleinae) - az önálló alcsaládi státusza kétséges mivel 2000-ben az amerikai biológus, George Schaller és paleontológus, Elisabeth Vrba azt javasolták, hogy a monotipikus Pelea-t, az alcsalád egyetlen nemét vonják be a nádiantilop-formák közé, habár az őzantilop (Pelea capreolus) alaktanilag nem hasonlít a nádiantilop-formákra.[4][5]

## Kifejlődésük és csoportosításuk
A tülkösszarvúak 143 ismert recens fajjal és 300 felfedezett fosszilis fajjal a párosujjú patások legnépesebb családját alkotják. A molekuláris kutatások bebizonyították, hogy a tülkösszarvúak családja tényleg monofiletikus csoportot alkot, azaz az összes idetartozó állat egy közös őstől származik. Hogy ez a család valójában hány alcsaládból áll, azt még senki sem tudja pontosan. 1992-ben, a londoni Natural History Museumnak dolgozó Alan W. Gentry az alcsaládokat két fő kládba csoportosította; a primítivebb Boodontia-ra és a fejlettebb Aegodontia-ra.
Az alábbi kladogram 1997-ben először Gatesy és társai elképzelésének alapján, aztán pedig Gentry és társainak megerősítésével készült el; ámbár azóta egyes elképzelések/csoportosítások meglehet, hogy már nem érvényesek.
|  | Tragelaphini (kuduk, nyalák stb.)               |
|  |                                                 |
|  | Bovini (bölények, bivalyok, szarvasmarhák stb.) |
|  |                                                 |

|  | Antilopini (gazellák, vándorantilopok stb.) |
|  |                                             |
|  | Neotragini (dik-dikek stb.)                 |
|  |                                             |

|  | Cephalophinae (bóbitásantilopok stb.)          |
|  |                                                |
|  | Reduncinae (nádiantilopok, víziantilopok stb.) |
|  |                                                |

| Caprinae | \| \| Ovibovini (takinok, pézsmatulkok) \| \| \| \| \| \| Caprini (zergék, juhok, kecskék stb.) \| \| \| \| |
|          | \| \| Ovibovini (takinok, pézsmatulkok) \| \| \| \| \| \| Caprini (zergék, juhok, kecskék stb.) \| \| \| \| |
|          | Hippotraginae (lóantilopok, oryxok stb.)                                                                    |
|          | |
|          | Alcelaphinae (lantszarvúantilopok, gnúk stb.)                                                               |
|          | |
|          | Ovibovini (takinok, pézsmatulkok)                                                                           |
|          | |
|          | Caprini (zergék, juhok, kecskék stb.)                                                                       |
|          | |

|  | Ovibovini (takinok, pézsmatulkok)     |
|  |                                       |
|  | Caprini (zergék, juhok, kecskék stb.) |
|  |                                       |

|  | Antilopini (gazellák, vándorantilopok stb.) |
|  |                                             |
|  | Neotragini (dik-dikek stb.)                 |
|  |                                             |

|  | Cephalophinae (bóbitásantilopok stb.)          |
|  |                                                |
|  | Reduncinae (nádiantilopok, víziantilopok stb.) |
|  |                                                |

| Caprinae | \| \| Ovibovini (takinok, pézsmatulkok) \| \| \| \| \| \| Caprini (zergék, juhok, kecskék stb.) \| \| \| \| |
|          | \| \| Ovibovini (takinok, pézsmatulkok) \| \| \| \| \| \| Caprini (zergék, juhok, kecskék stb.) \| \| \| \| |
|          | Hippotraginae (lóantilopok, oryxok stb.)                                                                    |
|          | |
|          | Alcelaphinae (lantszarvúantilopok, gnúk stb.)                                                               |
|          | |
|          | Ovibovini (takinok, pézsmatulkok)                                                                           |
|          | |
|          | Caprini (zergék, juhok, kecskék stb.)                                                                       |
|          | |

|  | Ovibovini (takinok, pézsmatulkok)     |
|  |                                       |
|  | Caprini (zergék, juhok, kecskék stb.) |
|  |                                       |

|  | Tragelaphini (kuduk, nyalák stb.)               |
|  |                                                 |
|  | Bovini (bölények, bivalyok, szarvasmarhák stb.) |
|  |                                                 |

|  | Antilopini (gazellák, vándorantilopok stb.) |
|  |                                             |
|  | Neotragini (dik-dikek stb.)                 |
|  |                                             |

|  | Cephalophinae (bóbitásantilopok stb.)          |
|  |                                                |
|  | Reduncinae (nádiantilopok, víziantilopok stb.) |
|  |                                                |

| Caprinae | \| \| Ovibovini (takinok, pézsmatulkok) \| \| \| \| \| \| Caprini (zergék, juhok, kecskék stb.) \| \| \| \| |
|          | \| \| Ovibovini (takinok, pézsmatulkok) \| \| \| \| \| \| Caprini (zergék, juhok, kecskék stb.) \| \| \| \| |
|          | Hippotraginae (lóantilopok, oryxok stb.)                                                                    |
|          | |
|          | Alcelaphinae (lantszarvúantilopok, gnúk stb.)                                                               |
|          | |
|          | Ovibovini (takinok, pézsmatulkok)                                                                           |
|          | |
|          | Caprini (zergék, juhok, kecskék stb.)                                                                       |
|          | |

|  | Ovibovini (takinok, pézsmatulkok)     |
|  |                                       |
|  | Caprini (zergék, juhok, kecskék stb.) |
|  |                                       |

|  | Antilopini (gazellák, vándorantilopok stb.) |
|  |                                             |
|  | Neotragini (dik-dikek stb.)                 |
|  |                                             |

|  | Cephalophinae (bóbitásantilopok stb.)          |
|  |                                                |
|  | Reduncinae (nádiantilopok, víziantilopok stb.) |
|  |                                                |

| Caprinae | \| \| Ovibovini (takinok, pézsmatulkok) \| \| \| \| \| \| Caprini (zergék, juhok, kecskék stb.) \| \| \| \| |
|          | \| \| Ovibovini (takinok, pézsmatulkok) \| \| \| \| \| \| Caprini (zergék, juhok, kecskék stb.) \| \| \| \| |
|          | Hippotraginae (lóantilopok, oryxok stb.)                                                                    |
|          | |
|          | Alcelaphinae (lantszarvúantilopok, gnúk stb.)                                                               |
|          | |
|          | Ovibovini (takinok, pézsmatulkok)                                                                           |
|          | |
|          | Caprini (zergék, juhok, kecskék stb.)                                                                       |
|          | |

|  | Ovibovini (takinok, pézsmatulkok)     |
|  |                                       |
|  | Caprini (zergék, juhok, kecskék stb.) |
|  |                                       |

## Fordítás
- Ez a szócikk részben vagy egészben  a   Bovidae című angol Wikipédia-szócikk fordításán alapul.  Az eredeti cikk szerkesztőit annak laptörténete sorolja fel. Ez a jelzés csupán a megfogalmazás eredetét és a szerzői jogokat jelzi, nem szolgál a cikkben szereplő információk forrásmegjelöléseként.